# Leucochlaena rufescens
Leucochlaena rufescens là một loài bướm đêm trong họ Noctuidae.